# Турилин, Александр Васильевич
Турилин Алекса́ндр Васи́льевич (род. 30 мая 1961) — российский военачальник, контр-адмирал.

## Биография
Родился 30 мая 1961 года в Новороссийске Краснодарского края.
В 1983 году окончил Каспийское высшее военно-морское училище имени С. М. Кирова в Баку. По распределению был направлен на Северный флот.
Службу начал в должности командира электро-навигационной группы штурманской боевой части ракетного крейсера «Маршал Устинов» (1983—1986). Затем последовательно занимал должности командира штурманской боевой части эскадренного миноносца «Отчаянный» (1987—1988), флагманского штурмана 56-й бригады эскадренных миноносцев (1988—1990), старшего помощника командира эскадренного миноносца «Отличный» (1990—1993).
В 1987 году окончил Высшие специальные офицерские классы ВМФ.
С 31 мая 1993 года по 5 марта 1994 года — командир эсминца «Отчаянный». После гибели на корабле матроса, через повешение в карцере корабля, понижен в должности и назначен помощником командира тяжёлого авианесущего крейсера «Адмирал Флота Советского Союза Кузнецов» по боевому управлению {1994—1998}. Старший помощник командира (1998), командир (1998—1999) тяжёлого атомного ракетного крейсера «Адмирал Нахимов».
После окончания заочно в 2000 году Военно-морской академии имени Адмирала Флота Советского Союза Н. Г. Кузнецова назначен на должность и 28 сентября 2000 года вступил в командование тяжёлым авианесущим крейсером «Адмирал Флота Советского Союза Кузнецов».
С 2003 по 2004 годах — заместитель командира 43-й дивизии ракетных кораблей Северного флота.
В 2004—2008 годах — командир 43-й дивизии ракетных кораблей Северного флота.
С 2008 по 2010 годах — слушатель Военной академии Генерального штаба Вооружённых Сил Российской Федерации.
Указом Президента Российской Федерации от 21 сентября 2010 года назначен командиром Новороссийской военно-морской базы Черноморского флота, начальником Новороссийского военного гарнизона.
По представлению Министра обороны РФ Указом Президента РФ от 22 декабря 2011 года № 1676 освобождён от занимаемой должности командира Новороссийской военно-морской базы и уволен с военной службы.

## Семья
Женат. Имеет дочь.

## Награды
- Орден «За военные заслуги»
- Орден «За морские заслуги» (13.02.2006)[1]
- Медали